# Wynee
Wynee, también deletreado Winee o Winée, fue la primera nativa de Hawái de las islas hawaianas en viajar al extranjero en un barco occidental. Viajó a la Columbia Británica y China antes de morir en el viaje de retorno a Hawái.

## Biografía
Wynee era originario de la isla de Hawái, conocida como Owyhee por los exploradores europeos de la época. En 1787, se convirtió en la primera nativa hawaiana en navegar en el extranjero con un barco occidental cuando fue contratada como sirvienta o criada de Frances Hornsby Trevor Barkley, la esposa del capitán Charles William Barkley, en el barco británico Imperial Eagle. Barkleyle puso por nombre "Wynee", que posiblemente fue un intento de deletrear la palabra "mujer", wahine en idioma hawaiano. Viajó al Noroeste del Pacífico y más tarde a China.

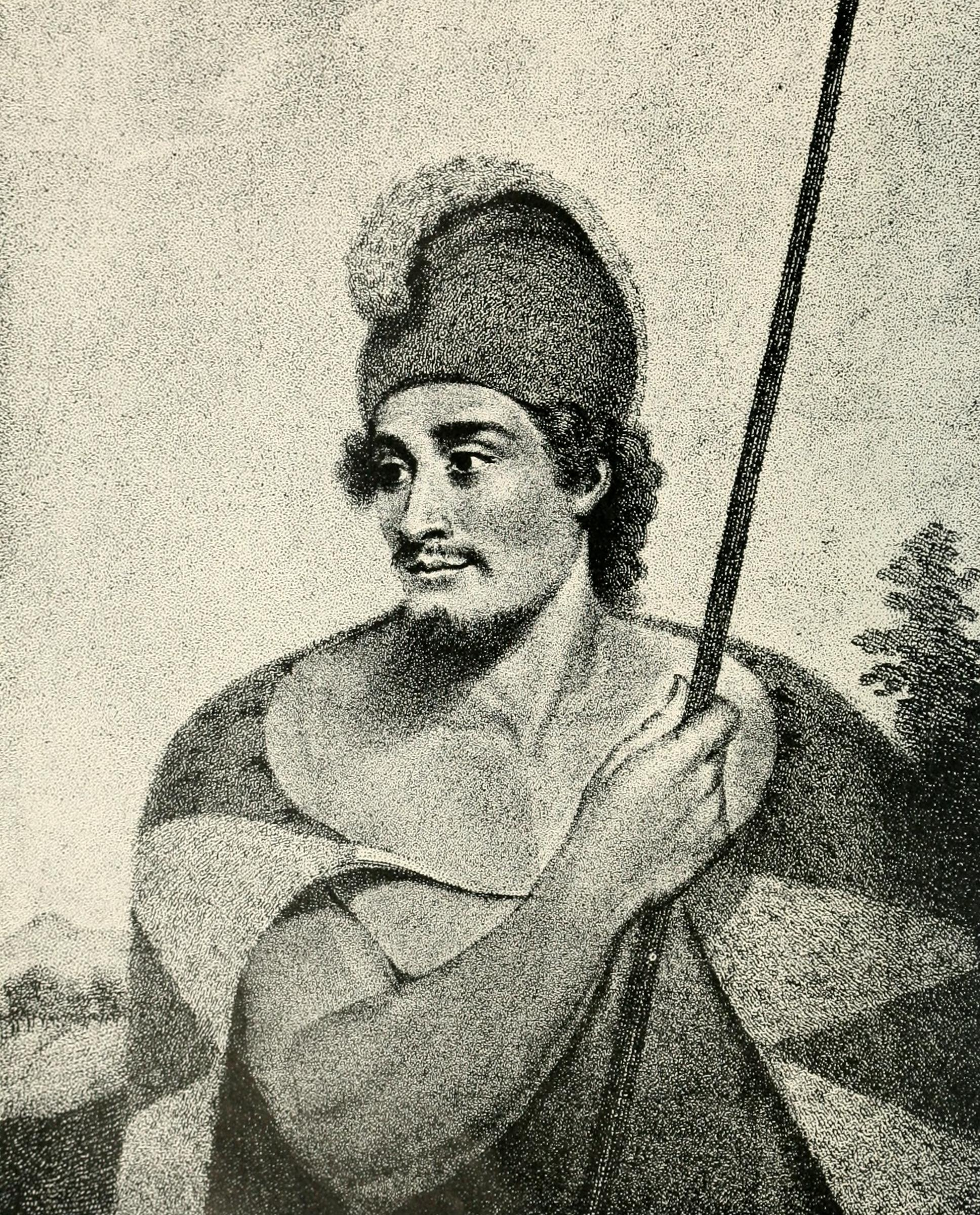
Grabado de Tianna, un príncipe de Atooi, que viajó con Wynee durante el último tramo de su viaje de retorno a casa y que estaba a su lado en su muerte.

Los Barkleys intentaron llevarla con ellos a su retorno a Europa, pero Wynee solicitó regresar a su casa y se quedó en la colonia portuguesa de Macao. En Cantón, ella organizó regresar a Hawái a bordo del barco Felice Adventurero del capitán John Meares con su compatriota "Tianna" ( Kaiana ), miembro de la clase aliʻi (alto jefe) de la isla de Kauai. Viajando con ellos estaban otros dos hawaianos: un hombre robusto y un niño de Maui, pero no son nombrados específicamente. Ella murió de enfermedad en este viaje el 5 de febrero de 1788. Kaiana, quien permaneció a su lado cuidando de ella, también tuvo fiebre. Según los informes, se sintió gravemente perturbado al enterarse de su muerte, aunque se recuperó y volvió a casa. Wynee le legó algunos artículos comerciales que había adquirido y le pidió que le entregara las posesiones restantes a su padre y madre; estos artículos incluían espejos, porcelana, ropa occidental y otros artículos que recolectó durante su viaje. Fue enterrada en el mar.

Poco después de describir sus últimos momentos, el capitán Meares escribió:

Así murió Winee, oriunda de Owhyhee, una de las Islas Sandwich, que poseía virtudes que rara vez se encuentran en la clase de sus campesinas a las que pertenecía, y una parte de la comprensión que no se podía esperar de forma grosera e inculta. Tal vez no sea poco interesante mencionar la causa de la salida de esta pobre muchacha de sus amigos y de su país, que fue su destino nunca más poder contemplar.